# Ӭ
La E con diéresis (Ӭ ӭ; cursiva: Ӭ ӭ) es una letra del alfabeto cirílico. Su forma se derivada de la letra cirílica E (Э э; Э э).
La E con diéresis es utilizada en el alfabeto del idioma sami kildin, donde representa la vocal semicerrada anterior no redondeada /e/, luego de una parada palatalizada (a veces llamado "medio-palatalizada"), /nʲ, tʲ, dʲ/. En Moksha, se utiliza para la vocal casi abierta anterior no redondeada //æ//, sin embargo, en el Moksha contemporáneo ha sido reemplazada por Я o la voz inicial por Э.

## Códigos de computación
| Vista general               | Ӭ                                        | Ӭ                                        | ӭ                                      | ӭ                                      |
| --------------------------- | ---------------------------------------- | ---------------------------------------- | -------------------------------------- | -------------------------------------- |
| Nombre Unicode              | CYRILLIC CAPITAL LETTER E WITH DIAERESIS | CYRILLIC CAPITAL LETTER E WITH DIAERESIS | CYRILLIC SMALL LETTER E WITH DIAERESIS | CYRILLIC SMALL LETTER E WITH DIAERESIS |
| Codificación                | decimal                                  | hexadecimal                              | decimal                                | hexadecimal                            |
| Unicode                     | 1260                                     | U+04EC                                   | 1261                                   | U+04ED                                 |
| UTF-8                       | 211 172                                  | D3 AC                                    | 211 173                                | D3 AD                                  |
| Numeric character reference | &#1260;                                  | &#x4EC;                                  | &#1261;                                | &#x4ED;                                |